# 警察不祥事
警察不祥事（けいさつふしょうじ）とは、警察官・警察組織が起こす不祥事。現職のみならず、警察官OBが起こす例もある。

## 日本の警察不祥事
日本では最も問題となる警察不祥事に、警察組織すべてが関わっているとみられている『捜査報償費の私的流用』に代表される裏金・不正経理問題がある。
なお、裏金作りの問題のほか、過酷な検挙ノルマ（警視庁では「活動目標」と表記している）に起因する検挙報告捏造の問題は、1980年代から指摘され続けている。退職した元・警察官による告発本も著され（松本均、幕田敏夫など。第三書館による）、果ては現職の警察官が告発したところ、問題の表面化を恐れた上層部によって閑職に追いやられ、訴訟を起こす事態になったり（（愛媛県警察の仙波敏郎による体験）、退職した警察官が裏金問題を告発したところ外部から嫌がらせを受けた例もある（北海道警察の原田宏二による体験）。

### 不祥事の傾向・分類
警察の不祥事と呼ばれるものは多様である。単純なものとしては警察官個人が窃盗や暴行・傷害などの明確な犯罪行為を行ったり、非社会的行為もあり、たとえ違法でなくても強く非難されやすい。
職務上で犯罪者や暴力団員、酔っ払いや不良少年や暴走族などの不道徳者と日常的に接したり、職場内での上下関係、職務の性格上、私生活にも様々な制限や不利益が加えられる事に加えて、教員などと同様に『市民の模範』たる行動を求められるなど一般人よりも高い道徳性が要求される為、ストレスが溜まりやすい。
また、警察組織も一種の行政機関・官僚機構であることから、他の組織と同じような不正も当然起こりうる。例えば、許認可権限や利権をめぐる汚職、裏金問題や不正経理、不都合な事例の隠蔽、本部や警察署内での上下関係を盾に取ったパワーハラスメントや異性間でのセクシャルハラスメントなどである。1988年（昭和63年）に大阪府で発生した警察官ネコババ事件や1997年（平成9年）から2000年（平成12年）に相次いだ神奈川県警察の不祥事に見られるように、組織の保身のため不正に不正を重ねることもあった。

#### 捜査上の不手際
過失や民事不介入を理由にするなどにより市民の通報に適切に対処せず犯罪を見逃すようなこと（例：太宰府主婦暴行死事件、秋田児童連続殺害事件、長崎ストーカー殺人事件、逗子ストーカー殺人事件、川崎老人ホーム連続殺人事件、小金井ストーカー殺人未遂事件）、果ては被疑者確保失敗（例：リンゼイ・アン・ホーカー殺害事件、熊谷連続殺人事件）など、職務怠慢による事件（例：桶川ストーカー殺人事件、栃木リンチ殺人事件、神戸大学院生リンチ殺人事件、大津いじめ自殺事件、岐阜市ホームレス襲撃殺人事件、旭川女子中学生いじめ凍死事件、野田小4女児虐待事件、目黒女児虐待事件、滝川高校いじめ自殺事件、名古屋中学生5000万円恐喝事件、愛知県西尾市中学生いじめ自殺事件）や、検挙実績を挙げんが為（いわゆる点数稼ぎ）の犯罪捏造（例：志布志事件）が発生している。捜査の誤り・事件の長期化から生じる捜査本部の焦りが原因で起きる誤認逮捕や冤罪事件（例：足利事件、氷見事件、東電OL殺人事件、パソコン遠隔操作事件、愛媛県女子大生誤認逮捕事件）なども不祥事とされる（政治的な理由によるものはここでは除く）。結果として事件に至っても「これから対策するところだった」「まさかこうなるとは思わなかった」「予見不能だった」等と言い訳されることから更なる批判を招き、最終的には国と都道府県に対して損害賠償請求訴訟を起こされることも少なくない（ただ、勝訴することは極めて稀で大概は調停や和解に持ち込まれることが多い。）。
また、一般的に警察官の特権として拳銃・警棒・手錠などで武装しているが、本来、治安を守るための武器が奪われ、犯罪に使われるのは大変な失態であるとされる（文世光事件、吹田警察署千里山交番警察官襲撃事件、富山市奥田交番襲撃事件、東村山警察署旭が丘派出所警察官殺害事件）。
初期対応は適正だったものの、連絡の不手際により被害を発生させたケースもある。2015年11月11日、埼玉県草加市内の男性に振り込め詐欺の電話があり、それに気づいた男性の息子が「父親が被害に遭いそうだ」と埼玉県警に110番通報し、草加警察署の交番勤務の巡査が男性宅へ向かうこととなったが、この巡査が署にいる警部補に無線で「ミニパトで行ってもいいか？」と聞くと「（ミニパトで行っても）大丈夫」と言われたが、巡査はこれを「（他の者が対応するから自身は）現場に向かわなくて大丈夫」との意味だと誤解し対応せず、男性は息子の同僚を装って自宅に来た人物に200万円をだまし取られた。
その他、各都道府県警察の不祥事などは、警視庁#事件や諸問題、大阪府警察#事件や諸問題および愛知県警察#事件や諸問題など各項目を参照。

#### 拳銃の不適切な使用・管理
警察官職務執行法に定められた要件を守らずに発砲を行うという不適正な武器の使用の例がある。
ほかに、拳銃を手入れしている最中の誤射や暴発、拳銃の紛失、盗難、置き忘れ、自殺、正当な理由のない持ち出し、および悪ふざけで他の警察官に拳銃を突きつけることなどの不祥事の例もある。1978年（昭和53年）に京都府警察の巡査部長・廣田雅晴（後に京都・大阪連続強盗殺人事件で死刑が確定）が配属先の西陣警察署から盗んだ同僚の拳銃を用いて強盗事件を起こした際には、京都府警内部で拳銃取り扱い規定が順守されていなかったことが問題視され、当時の府警本部長・佃泰が引責辞任したほか、直属の上司だった西陣署長ら計11人が懲戒処分を受けた。

#### 裏金問題
警察の組織的不正経理については、元警視監の松橋忠光が1984年に著書『わが罪はつねにわが前にあり』で初めて告発したものの、警察庁は「コメントする内容のものではない」と無視した。また、1987年にも、元兵庫県巡査・松本均が、著書『交番のウラは闇』などで、同県警における組織的な裏金作りや、超過勤務手当の不払い等の不正を告発していた。裏金など、金がからむ不祥事については、責任者が自殺することや告発者が逆に抑圧されることがあり（愛媛県警察での事例）、真相の究明を困難にしている。2000年前後の不祥事発覚後に国家公安委員会が設置した警察刷新会議も、少なくとも裏金問題への対応は消極的である。
2003年には北海道警察での裏金事件が発覚（北海道警裏金事件）し、2004年には埼玉県警察で警察学校長と副校長が業務上横領、2008年には岩手県警察・千葉県警察で、2009年には滋賀県警察で、2010年には福井県警察・広島県警察・山形県警察で不正経理が発覚した。

#### 公文書偽造・廃棄など
捜査書類や交通切符などを偽造・捏造したり、正当な手続きによらず廃棄したりする事案が発生している。交通切符の場合勘違い（車両横断禁止の標識を右折禁止と誤認する）や違反をしていないのにもかかわらず、主張が認められず検挙される例も発生している（先述の“検挙ノルマ”に起因する）。

#### 収賄
捜査に手心を加える、捜査情報を事前に提供するなどの見返りとして金品などの提供を受ける事案が発生している。最大最悪の事例が大阪府警賭博ゲーム機汚職事件。

#### 副業
2019年1月、警察庁と17道府県警察の警察官が昇任試験の対策問題集の設問や模範解答を執筆し、民間の出版社から現金を受け取っていた。民間の出版社は2010年1月から2017年3月までの間に警察官467人に対し、原稿執筆料として計1億円支払った。中には5年足らずで2,000万円以上の執筆料を受け取った警察官もいた。警察内部の資料や通達、警察学校の教科書から出題、回答し、捜査に支障が生じかねない内容が外部に漏れていた。執筆した警察官は公務員の副業の禁止にも反している。

#### 情報漏洩
2000年代半ばには、ファイル共有ソフトの使用によるコンピュータウィルス感染と情報漏洩が頻発し、個人情報を含む業務情報が大量に流出。また、2010年には警視庁国際テロ捜査情報流出事件も発生。このため、UKUSA協定など国際的な枠組みとの情報共有や日本の参加に対して、情報管理が杜撰でだらしない日本からの情報漏洩も想定され懸念の声も聞かれる。
2024年、鹿児島県警は、同県警巡査長と元生活安全部長を守秘義務違反容疑で逮捕した（鹿児島県警内部告発事件）。ただし、県警の処置は「公益通報の制度を脅かすもの」との指摘がなされている。

#### 個人情報流出
ドメスティックバイオレンス、ストーカーで加害者に警告する際、被害者の居住地や結婚（再婚）後の姓を伝えてしまい結果的に殺人事件に至った例（逗子ストーカー殺人事件）のほか、警察庁出向者の関わりも指摘された愛知県警警部脅迫事件など、前述したように金品による捜査情報提供といった事案が発生している。

#### 交通事故・交通違反

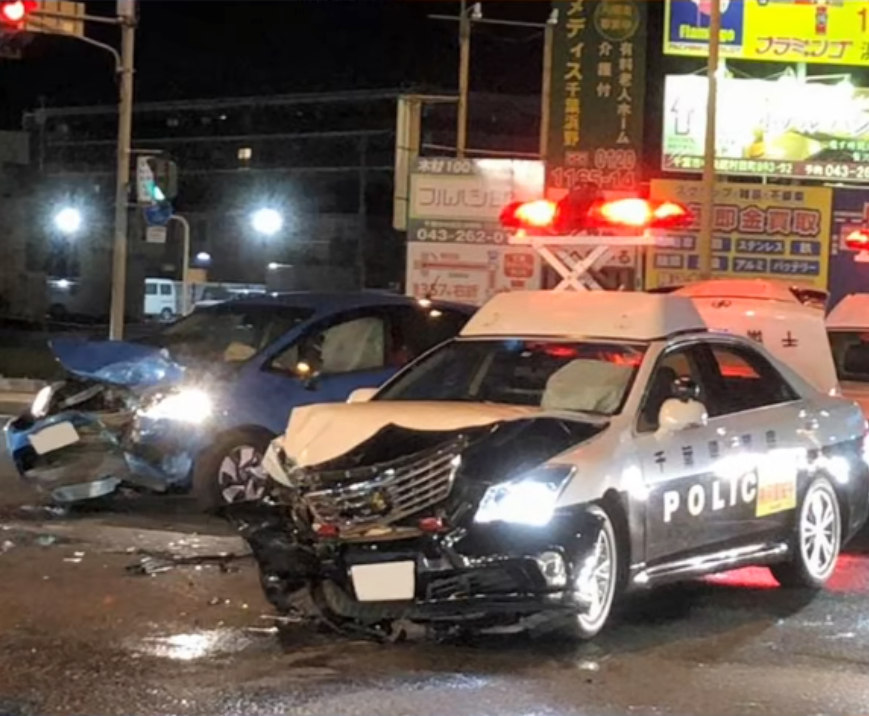
緊急走行のパトカーが赤信号で徐行せず交差点
に突入し、一般車を巻き込んだ衝突事故

- 緊急走行時やパトロール中の脇見運転による追突などの物損事故、人身事故、スピード違反、当て逃げなどの非違事案（法令違反行為）が発生している[17][18][19][20][21][22]。
- 緊急走行中の交通事故としては、赤信号の交差点に進入する際は「徐行しなければならない」と道路交通法第39条2項により定められているにも関わらず、パトカーがサイレンを過信して法令を無視し、徐行せず交差点に突入、青信号で走行中の一般車両を出会い頭に巻き込む衝突事故が最も多く発生している[23]。
- 警察が交通事故・人身事故を起こしたり法令違反を行った際には、事故や違反を隠蔽、揉み消そうとする[24][25]、証拠を偽造・捏造する[26][27][28]、警察の都合の良いように調書を作成する、事故の原因を市民になすり付ける[29][30]、違反を一般人に指摘されると逆ギレする[31]などの行為が、警察による不祥事の実例として見られる。

#### 車検切れ・自賠責保険切れ
- 2015年、和歌山県警の湯浅警察署が車検切れの捜査車両を使用しており、公用車の管理を担当していた職員や上司など合計17人が本部長訓戒などの処分を受けた[32]。

- 2022年5月11日、山形県警の警察署２署で捜査車両2台の車検切れがあったことを発表。故意ではないとし道路運送車両法違反での立件は見送る方針だが、監察課が関係者の処分を検討。自賠責保険と車検の更新を別々に行う必要があったが、自賠責保険の更新をしていたため、関係者が車検更新もしたと勘違いがあったという[32][33]。

- 2023年、大阪府警の捜査車両1台が車検切れで公務に使用[32]。

- 2025年2月14日、佐賀県警のパトカー2台が約1か月間、車検切れと自賠責保険切れで約4000km走行していたことが判明。故意性なしで立件はされなかった[32]。

#### 警察官個人が犯す犯罪
警察官個人がパトロールなどの勤務中に犯罪を犯したり、休日に犯罪行為を行ったりした場合も警察不祥事とされる。

##### わいせつ・暴行等
- 警察官によるわいせつ行為（未成年者へのわいせつ行為を含む）やセクシャルハラスメント、買春、性器露出などのわいせつ事案が発生している。警察内部でのセクハラが訴訟に発展したケースもある（愛媛県警察#不祥事）。
- 警察官が休日に飲酒運転を行った事案がある。
- 2008年12月24日、警察庁で職務倫理規定担当の警視が、内規違反の無届けの海外旅行に行く途中、成田国際空港の手荷物検査場で女性検査員に暴言ないし暴行を働いた容疑で、千葉県警察に捜査され起訴された[34]。

##### 殺人事件
- 制服警官女子大生殺人事件 - 1978年に発生した警視庁北沢警察署経堂駅前派出所の巡査による強姦・殺人事件。“お巡りさん”に寄せられる信頼を悪用したもので、警視庁始まって以来の汚点と評され、当時の警視総監土田國保が引責辞任した。
- 神奈川県警女性隊員殺害事件 - 2000年12月、神奈川県警察音楽隊の女性隊員が同音楽隊のメンバーの男性警部補に殺害される事件が発生した。男性警部補は女性隊員を殺害した後自殺をしたため、懲戒免職の処分ができなくなり退職金が支給されたため非難が殺到した。
- 2007年8月、警視庁立川警察署の巡査長によるストーカー殺人事件が発生。巡査長は女性を殺害後に自殺した（立川警察署#巡査長による女性射殺事件）。なお、状況が酷似しているドラマ「隣人は秘かに笑う」は遡る事10年前、1999年の作品である。
- 2015年1月、大阪府阿倍野警察署の巡査長（逮捕後に懲戒免職）が不倫相手の社会福祉士の女性を殺害。懲役18年の判決[35]。
- 埼玉県警察浦和警察署警察官による資産家強盗殺人事件 - 2015年9月、埼玉県浦和警察署の巡査部長（逮捕後に懲戒免職）が、以前に遺体の検視で訪れた家の住人を殺害し、現金を奪う強盗殺人事件が起きた[36]。無期懲役の判決[37]。
- 小郡妻子3人殺害事件 - 2017年6月、福岡県警察の通信指令課巡査部長の自宅で妻と子供2人の計3人が遺体で見つかり、このうち妻を殺害した容疑で巡査部長（逮捕後に懲戒免職[38]）が逮捕された[39][40]。死刑判決。
- 河瀬駅前交番警察官射殺事件 - 2018年4月、滋賀県彦根警察署の19歳巡査が、勤務する交番で自身の教育係でもある同僚の男性巡査部長を、貸与された拳銃で背後から撃ち殺害した事件。巡査は拳銃を所持したまま交番のパトカーで逃走したが、後に逮捕された。現職警察官による職務上貸与された銃での同僚警察官への殺人・未成年の警察官による殺人は、いずれも日本の警察史上初めてだった。滋賀県警は、事案の重大性等を理由に、巡査が身柄確保されるまでの間、少年法の定めに反し、巡査の実名と顔写真を公表した[41]。

##### 強盗事件
- 安田銀行玉島支店強盗殺人事件
- 川崎駅非番警察官強盗殺人事件
- 廣田雅晴（京都府巡査部長）による拳銃強盗事件 - 京都府西陣警察署十二坊警察官派出所に勤めていた廣田は1978年（昭和53年）7月17日、署の拳銃保管庫から同僚の拳銃（実包5発入り）を盗み、バイクで通りかかった男性に発砲したり、郵便局に強盗目的で押し入ったりなどの事件を起こし[42]、逮捕後の同月24日付で懲戒免職処分になった[43]。廣田は強盗傷人などの罪に問われ[42]、1981年（昭和56年）2月19日に大阪高裁で懲役7年の実刑判決を言い渡されたが[44]、加古川刑務所を仮出所してから5日後の1984年（昭和59年）9月4日に京都・大阪連続強盗殺人事件（警察庁広域重要指定115号事件）を起こし[45]、1998年（平成10年）に死刑判決が確定している[46]。

##### 窃盗事件
- 広島中央署8572万円盗難事件

### ポリスハラスメント
ポリスハラスメントとは、警察やその関係者による理不尽な取り締まり、うそ、欺瞞、暴言、脅迫、言いがかり、思い上がり、揚げ足取り、妨害、居座り、不作為、傲慢な態度、脱法捜査などによる迷惑行為をさす言葉である。例えば、
- 県外ナンバーの車に乗っていることを理由に職務質問される。これは不当な差別である。

- 免許証を見せろと職務質問する際、警察官は自分の警察手帳を見せないし、名乗らない。

- 免許更新の際、交通安全協会への寄付金は任意払いなのに、その説明なく支払いを要求される。

- 駐車禁止の場所でパトカーが待機している。

- 強引に捜査協力を求めるため、玄関のドアや窓ガラスをガンガンたたいたり、居座ったりする。

- 黄色信号で交差点に進入したのを信号無視として追及する。

- 車の窓を開けさせるために「聞こえない」などとウソをつく。

- 暴言を吐く。

- 運転免許の停止や取り消し処分の要件は法律で定められているのに、「免許取り上げるぞ」などと警察の自由裁量でできるかのように脅迫する。

- パトカー渋滞にしびれを切らして、パトカーを追い越していった車両をスピード違反でつかまえる。パトカー渋滞は、交通工学の観点に照らして、自然で合理的な車の流れを妨げるものであり、交通安全という政策の目的にはそぐわないものである。自ら渋滞の原因を作っているのに、ひどいやり方である。

- 例えば、ある交差点より手前では法定速度が60キロ、それより先では法定速度50キロである道路において、パトカーが60キロ区間で65キロ以上出している車を追跡して速度を計測し、50キロ区間に差し掛かった所でスピード違反で捕まえるという捜査手口。速度が一瞬にして10キロボーナスとなり、違反点数と反則金が高くなる。スピード違反は、ある一定時間の平均速度で計測するのが普通で、このような一瞬の速度で取り締まるのは、違法の可能性がある。

- 何を盗んだのかを告げずに窃盗容疑で捜査する、誰を殺したのかを告げずに殺人容疑で捜査する、何キロ出したのかを告げずにスピード違反容疑で捜査する、などと具体的な容疑内容を言わない。

- 逮捕によって、起訴されなくても最長23日間拘束される。結果的に無罪判決が確定した場合は、憲法の規定によって賠償が認められるが、嫌疑不十分による釈放、不起訴、起訴取り消しなどとなった場合、拘束されたことによる時間的経済的損失に対する補償は、国家賠償法では要件が厳しすぎて不十分である。これは法制度の不備によるハラスメントである。

このような警察の体質に対しては、世間から様々な批判がある。
- 警察の常識は世間の非常識。

- 裁判官は法律と良心に従って判断するが、警察は法律だけあって良心がない。

- 警察の交通取り締まりは、お金を取り立てるための手段となり下がっている。

- メンツ、パワハラ、欺瞞、隠ぺい、嘘、脅迫、脱法

- 警察は法律には詳しいので、違法ギリギリの汚い手口をしており、警察を裁判に訴えても勝訴することは難しい。「法律ヤクザ」とも呼ばれる。

警察官は、普段訓練されている通りに行動しているだけのことが多いので、その原因は警察の組織的な訓練や体質にあると言っていい。
また、法律は、政策を実現したり問題を解決するための手段にすぎないのに、手段でしかない法律を順守することが目的と誤解している本末転倒な考えの「法律バカ」は多い。しかし、遵法は短期的なことであり、その法律の適用が政策として不適切ならば、長期的には悪い結果をもたらすことが多い。自分の在任中だけ無難に過ごせればいいという無能官僚が支配する組織が衰退したり、つぶれることは、よくあることである。
世界的にみても、警察ほど世間から不信感を持たれている役所はなく、時には警察署や交番への襲撃が起こることさえある。

このような迷惑行為を受けた場合、警察への苦情は各都道府県の公安委員会に申し出るのが公式ルートであるが、実際には無視されるか、紋切り型の当たり障りのない回答が来るのが大半であり、監察に申し出るか、政治家に頼むのが効果的であると言われている
。
多くの警察官は、強い正義感をもって警察官になったはずであるが、実際には絶対的な上下関係によるパワハラ体質や、市民に訓練された建前論や嘘をついて交通反則金をとるなどの欺瞞であることに気がついていく。
大多数の警察官が善良であるにもかかわらず、一部の警察官のこのような行動をとることによる警察全体への信用失墜は大きい。

### 対処
不祥事事件の際は各都道府県警察本部の警務部にある監察官室が速やかに事態収拾を図る。当該警察官に懲戒処分の可能性がある場合、監察官と部下にあたる監察席付調査官で構成された班員で事実関係を調査する。この時点で監察事案となり、調査中は機密扱いとなる。
処分については、調査内容を元に内部の幹部で行う懲戒審査委員会と、公安委員が呼ばれる会議が行われ、その上で警察庁に上げ、処分にばらつきが出ないように全国の警察での懲戒処分との調整を行い処罰を決定する。この警察官の懲戒処分については「懲戒処分の指針」である程度決まっている。
しかし、警察官の不正を調査する立場である監察官自らが不祥事を起こす事件も発生している。また、監察自体が警察の内部機構であり、監察官自体も内部の警察官であるために絶対に不祥事を起こさないとは言えない上に、不祥事を起こした当該警察官と知り合いである可能性も少なくはない。監察官も通常の事件捜査と同様3人一組等の班員と共に行動をするが、これも通常の警察業務と同じで、監察官は多くが警視で最も高い階級であり、次いで監察調査官である班員は警部・警部補と階級が下であるがゆえに、監察官に最も裁量権が与えられており、監察官自身が不祥事や不正を犯した場合、それを関知することは難しい。
また、やはり国の管轄機関であるため、たとえ組織的な関わりがあったとしても当の警察組織の方は、組織的な関わりはなしとして直接的に関わっていることが明るみに出た者（特に巡査部長以下の低い階級の者）を懲戒処分にして不祥事の解決を図ろうとするいわゆる「トカゲの尻尾切り」のようなことが行われることがある。

### 処分の不透明性と監視体制の問題
現在、確認されている不祥事において、一般の公務員や一般人なら確実に逮捕される事件で逮捕されず任意調べに留められたり懲戒処分のみとなったり、不祥事を起こした警察官の氏名や年齢、所属先や処分内容など通常の刑事事件などで公表されるべき情報が公表されなかったり報道発表されなかったり、通常なら懲戒解雇、懲戒免職相当の行為でも訓告、減俸、停職（期間は概ね半年前後）で処分されるケースが多く、「身内に甘い」という批判の声もある。
報道関係者の間で警察不祥事などを報道することは「桜タブー」とも呼ばれ、大々的に批判すると、事件取材の際や別の事件の取材などで取材拒否・記者クラブの出入り差し止め・嫌がらせを受けることがあると指摘される。あまりのひどさに記者が記事にしようにも、編集デスクが記事にさせないこともあるといわれている。
現役の警察官が顔を出さず、音声を変えてテレビ朝日の『スーパーモーニング』や『ザ・スクープ』へと不祥事を匿名で内部告発することがあり、また元・警察官がテレビの取材に顔出しで出ることもある。
2013年5月にはNHKが『クローズアップ現代』中で、大阪府警察学校での教育における対策例を採り上げたが、弁護士の清水勉はブログで「真に必要なのは警察がノルマ主義をやめることだ、自分も取材を受けたが焦点が意図的に外されているとしか思えない」とこの内容を批判している。

## 世界における警察不祥事例
アメリカ合衆国
アメリカ合衆国の警察ではロス暴動、ゴードン・ノースコット事件など処理の不手際、初動の失敗と隠蔽が問題になっている。ニューヨーク市警察では汚職が問題となっている。（詳細はen:New York City Police Department corruption and misconductを参照）
2016年7月にはミネソタ州で警察官が停車させた自動車を運転していた黒人男性を射殺して過失致死罪などに問われ全米各地で抗議活動が発生した。この警察官に対しては2017年6月に無罪判決が言い渡され抗議行動が行われた。
イギリス
イギリスでは2005年7月、ロンドン同時爆破事件で過剰反応状態になっていた私服の対テロ要員が、地下鉄駅で全く無関係のブラジル人男性乗客をテロリストと勘違いして射殺する事件が起きた。ロンドン同時爆破事件#誤射事件を参照。
南アフリカ
南アフリカ共和国ではマリカナ鉱山における労使対立で警察の発砲により34人が死亡し物議をかもした。
韓国
韓国の警察では禹範坤による大量殺人事件、富川警察署性拷問事件が発生し警察が批判された。

## 警察不祥事に対する報道と世論
警察の不祥事は他の役所に増してマスコミや世論の強い反感をかいやすい。日本の第22次西成暴動では1人の警察官の不祥事が明らかになったことをきっかけとして、それまでの警察に対する不信感が噴出した。1978年（昭和53年）に日本で起きた制服警官女子大生殺人事件では当時の警視総監が減給処分となり、その直後に引責辞任している。
イギリスではマクニー元警視総監が、「二万数千人の警察官がいるのだから、ある程度非行警察官が出るのは当然だ。警察官に二十年間の訓練を施そうと、二ヵ月間訓練を施そうと、悪いことをする奴は出てきてしまうものだ」と言明しているという。